# 千田モト
千田 モト（ちだ モト、1916年3月27日 - 1997年6月28日）は、日本の舞踏家。北海道出身。札幌舞踊会設立者｡数々の公演を手がけた他、バレエの振興発展や、後進の育成に尽力した功績でも知られる｡長女は千田康子（元東京バレエ団）、二女の千田雅子は、現札幌舞踊会代表。

## 来歴・人物
札幌市立高等女学校（現北海道札幌東高等学校）卒業。クラシックバレエの専門教育は受けておらず、独学で学んだ。戦前は、北海道の委属で町村歌の振り付けなどを手がけ、戦後間もない1948年3月、札幌舞踊会を設立。以後、北海道を拠点に、数々の公演を手掛けた他、1953年には日本バレエ協会北海道支部設立に携わり､1956年まで副支部長を務めている｡1965年、北海道で初めて「白鳥の湖」全幕を公演。また、バレエのみならず、夏の盆踊りの曲として知られる「子供盆おどり唄」の振り付けや、学校の学芸会や体操教育の表現方法の指導普及に努めるなど、舞踊文化の新興に貢献した。

## 受賞
- 1959年　全国舞踊コンクール洋舞第2部第1位
- 1978年　札幌市民芸術賞
- 1983年　第1回舞踊文化功労賞
- 1992年　北海道文化賞
- 1995年　第21回橘秋子賞